# 卡拉伊納
49°45′16″N 26°24′7″E / 49.75444°N 26.40194°E
卡拉伊納（烏克蘭語：Караїна）是位於烏克蘭西部的村莊，由赫梅利尼茨基州裡赫梅利尼茨基區的泰奧菲波爾市鎮負責管轄。該村始建於1750年，面積0.32平方公里，海拔高度314米，2001年人口138，人口密度每平方公里438.1人。